# Рудзішкі
Рудзішкі (пол. Rudziszki, нім. Raudischken) — село в Польщі, у гміні Венґожево Венґожевського повіту Вармінсько-Мазурського воєводства.
Населення — 304 особи (2011).
У 1975-1998 роках село належало до Сувальського воєводства.

## Демографія
Демографічна структура станом на 31 березня 2011 року:
|          | Загалом | Допрацездатний вік | Працездатний вік | Постпрацездатний вік |
| -------- | ------- | ------------------ | ---------------- | -------------------- |
| Чоловіки | 156     | 18                 | 117              | 21                   |
| Жінки    | 148     | 35                 | 82               | 31                   |
| Разом    | 304     | 53                 | 199              | 52                   |